# Deinopis goalparaensis
Deinopis goalparaensis là một loài nhện trong họ Deinopidae.
Loài này thuộc chi Deinopis. Deinopis goalparaensis được miêu tả năm 1978 bởi B. K. Tikader & M. S. Malhotra.